# Neunkirchen (Saar)

## Personalități
- Erich Honecker (1912 - 1994), comunist german, conducător al Republicii Democrate Germane în perioada 1976 - 1989

1. ↑   https://www.neunkirchen.de/index.php?id=buergersprechstunde&L=760https%0A%2F.env, accesat în 6 martie 2025 Lipsește sau este vid: |title= (ajutor)
2. ↑  Alle politisch selbständigen Gemeinden mit ausgewählten Merkmalen am 31.12.2018 (4. Quartal) (în germană), Statistisches Bundesamt[*], arhivat din original la 10 martie 2019, accesat în 10 martie 2019